# Daniela Krammer

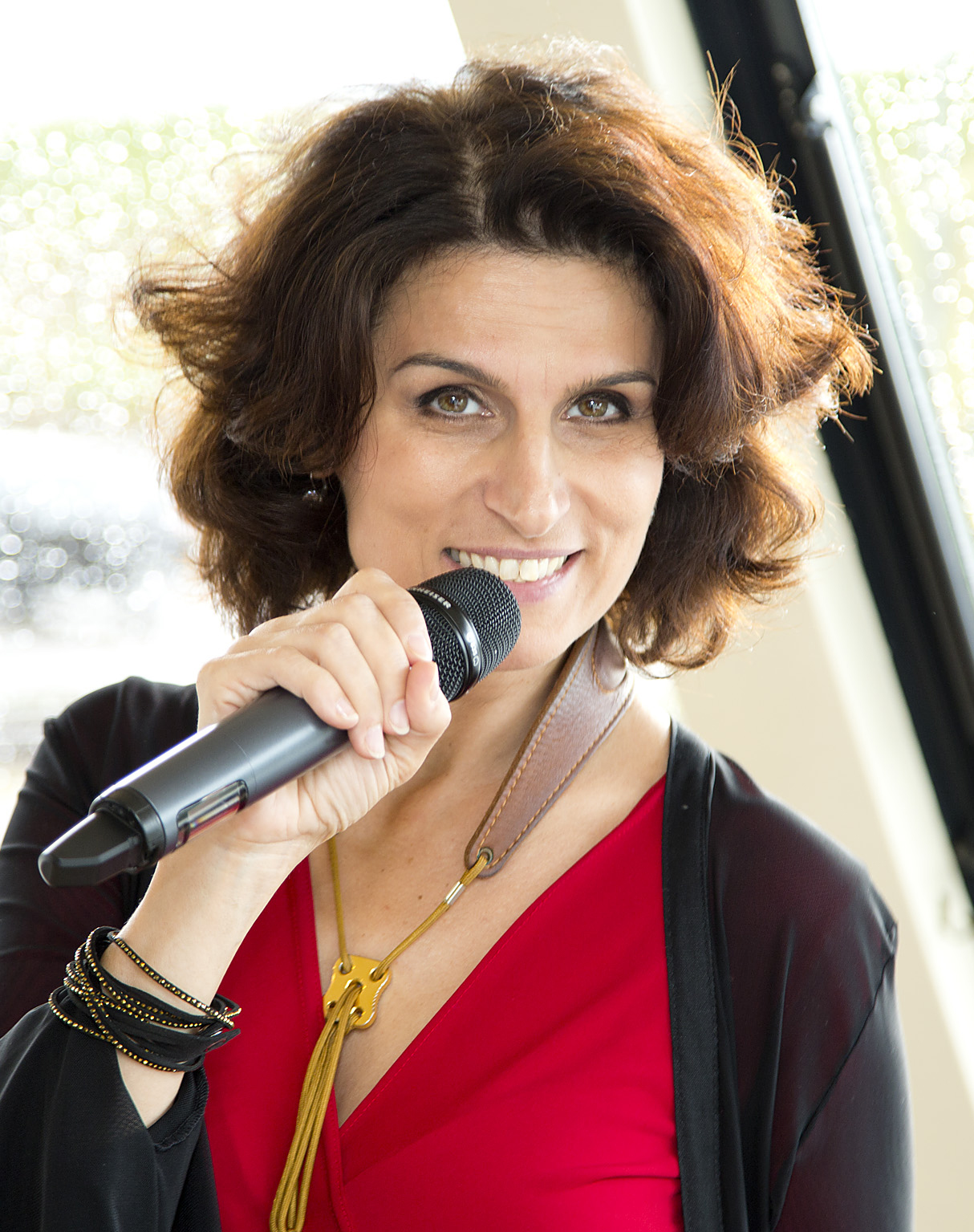
Daniela „SaxoLady“ Krammer (2015)

Daniela Krammer (* 28. Dezember 1968 in Wels) ist eine österreichische Musikerin, Saxophonistin, Sängerin, Komponistin und Bandleaderin. Sie ist auch unter ihrem Künstlernamen SaxoLady bekannt. Ihre Musikrichtungen sind vorwiegend Jazz, Pop, Funk und Soul.

## Leben und Wirken
Nach dem Besuch der HAK II in Wels absolvierte Daniela Krammer das Studium Klassisches Saxophon an der Universität für Musik und darstellende Kunst in Wien, das sie 1995 abschloss und 1997 mit dem Zusatzstudium Popularsaxophon ergänzte. Sie gründete 2004 gemeinsam mit ihrem Mann Oliver Krammer die Jazzformation „Saxophone Affairs“ und ist in dieser Gruppe weiblicher Frontman am Saxophon. Neben Krammer wirken auch Roland Guggenbichler (Piano), Heribert Kohlich (Piano), Hans Zinkl (Gitarre), Karl Sayer (Kontrabass), Bernhard Osanna (Kontrabass und E-Bass), Andreas Tieber (E-Bass) und Oliver Krammer (Schlagzeug) in dieser Jazzformation.
Krammer spielte bisher in klassischen Ensembles wie dem Radio-Symphonieorchester Wien und dem Klangforum Wien, und auch mit Jazzgrößen wie Ines Reiger und Albert Kreuzer oder Popmusikern wie Stella Jones, Andy Baum und der Formation Monti Beton.
Neben ihrer Tätigkeit als Frontfrau von „Saxophone Affairs“ arbeitet Daniela Krammer auch mit der Schauspielerin Petra Dinhof als „Duo Wort & Ton“ zusammen. Dinhof liest Kurzgeschichten und Gedichte, von dramatischer Literatur bis Geschichten in Wiener Mundart, als Ein-Personen-Theaterstück, Daniela Krammer umrahmt und begleitet mit ihrem Saxophon das jeweilige Programm mit abgestimmter Musik.
Den Einstieg zur Komposition fand Krammer durch ihre Auseinandersetzung mit Texten von Ingeborg Bachmann, die in der Veröffentlichung einer CD mit der Band „Encounters“ dokumentiert wurde. Ihre eigenen Gedichte vertont Daniela Krammer mit dem ebenfalls von ihr gegründeten „KämmerchenOrchester“, ein Trio mit wechselnder Instrumentierung.
Daniela Krammer hat zwei Söhne und wohnt in Wien-Hietzing.

## Diskografie
- 2004: Saxophone Affairs, Album, Saxophone Affairs
- 2007: Bachmann Goes Jazz, Album, Encounters, 2007, Cracked Anegg Records, Wien, EAN 912-0-0168501-1-4[4]
- 2010: In Tango Veritas – In Musica Veritas, Album, Saxophone Affairs[5]
- 2011: Jedes Mal wieder, Album, KämmerchenOrchester
- 2014: Music for special moments, Album, Saxophone Affairs

## Auszeichnungen
- 2011: Hietzinger Merkur[6]

## Publikationen
- Mein Weg zur Musik. Life is a Story, Verlag story.one publishing, Wien 2020. ISBN 978-3-99087-083-9
- Der schönste Platz der Welt. Life is a Story, Verlag story.one publishing, Wien 2020. ISBN 978-3-99087-127-0